# Bajan (Schiff)
Die Bajan war der vierte der vier Panzerkreuzer der Bajan-Klasse der Kaiserlich Russischen Marine. Da das Typschiff Bajan im Dezember 1904, d. h. schon vor der Kiellegung ihrer Schwesterschiffe, in Port Arthur versenkt worden war, wurde das vierte Schiff der Serie ihr zu Ehren wiederum Bajan benannt.

## DieBajan-Klasse
Die Bajan-Klasse war die vierte Klasse von Panzerkreuzern der russischen Marine und stellte eine erhebliche Weiterentwicklung gegenüber den Vorgängerklassen dar.  Die Schiffe waren nicht mehr als Handelsstörer, sondern als Flottenaufklärer konzipiert. Der Entwurf wich daher radikal von denen der früheren Panzerkreuzer ab und stammte vom russischen MTK (Morskoi Technitscheskij Komitet = Marine-Technik-Komitee), das aus Vertretern der russischen Schiffbau-, Waffen- und Ingenieursindustrie bestand. Die Klasse hatte nur etwa die halbe Wasserverdrängung ihrer Vorgänger, aber fast die gleiche Bewaffnung und erheblich höhere Geschwindigkeit. Der Bauvertrag für die beiden ersten Schiffe – Bajan und Admiral Makarow – ging an die französische Werft Forges et Chantiers de la Méditerranée in La Seyne-sur-Mer bei Toulon. Die beiden letzten Schiffe, Pallada und Bajan, wurden bei der Neuen Admiralitätswerft in Sankt Petersburg gebaut.
Nachdem das Typschiff Bajan im  Russisch-Japanischen Krieg in Port Arthur versenkt und von den Japanern gehoben worden war, baute man den Schiffsentwurf nur leicht modifiziert weiter. Die schon 1899–1903 gebaute Bajan war noch mit Harvey-Nickelstahl gepanzert, während die ab 1905 gebauten Schwesterschiffe mit dem moderneren Krupp-Zement-Stahl gepanzert waren, wodurch sich die Panzerstärken aufgrund der höheren Widerstandsstärke um ca. 20 % verringerten.

## Schicksal
Die Bajan diente in der Baltischen Flotte. Sie nahm, wie auch ihr Schwesterschiff Admiral Makarow, am 2. Juli 1915 am sog. Gotland-Raid teil und war später an der Schlacht im Moonsund am 17. Oktober 1917 und am Eismarsch der Baltischen Flotte im April 1918 beteiligt. Sie wurde 1922 in Stettin abgewrackt.